# Rom Akerson
Rom Akerson né le 29 septembre 1984 à Somerset West est un triathlète professionnel costaricain , champion du monde de Xterra Triathlon en 2018.

## Palmarès
Le tableau présente les résultats les plus significatifs (podium) obtenus sur le circuit national et international de triathlon depuis 2009.
| Année | Compétition                        | Pays       | Position      | Temps           |
| ----- | ---------------------------------- | ---------- | ------------- | --------------- |
| 2019  | Xterra Chili                       | Chili      | Médaille d'or | 2 h 30 min 21 s |
| 2018  | Championnat du Costa-Rica          | Costa Rica | Médaille d'or | 1 h 53 min 36 s |
| 2018  | Championnat du monde Xterra - Maui | États-Unis | Médaille d'or | 2 h 52 min 42 s |
| 2015  | Xterra Costa Rica                  | Costa Rica | Médaille d'or | Timing          |
| 2014  | Championnat du Costa-Rica          | Costa Rica | Médaille d'or | 2 h 2 min 37 s  |
| 2009  | Xterra Brésil                      | Brésil     | Médaille d'or | Timing          |

## Voir Aussi